# هلا محمد الناصر
هلا محمد الناصر (مواليد 1964) وزير الإسكان والتعمير السابق في سوريا، وشغلت هذا المنصب عام 2011.

## الحياة والدراسة والعمل
ولدت الناصر في محافظة الرقة عام 1964. وحصلت على شهادة في الهندسة المدنية من جامعة حلب في عام 1991. وقد أصبحت مساعد مدير الدعم الفني في الرقة عام 1992. وفي 26 ديسمبر 2009 عينت مهندسًا رئيسيا في سوريا.
هي عضو في رابطة المهندسين، وعضو في مجلس الاتحاد العام للمرأة، وعضو المؤتمر العام لرابطة المهندسين. وأصبحت عضوًا في قيادة فرع الرقة لحزب البعث العربي الاشتراكي في عام 2002، وعضو في اللجنة المركزية لحزب البعث في عام 2005.

## الحياة الشخصية
الناصر متزوجة ولديها ثلاثة أولاد.